# Foszfor
A foszfor (nyelvújításkori magyar nevén vilany) egy nemfémes, szilárd kémiai elem. A rendszáma 15, vegyjele P. Neve görög eredetű, jelentése „fényhozó”. Az ún. biogén elemek közé tartozik, részt vesz fontos szerves molekulák, például a DNS, RNS felépítésében.

## Felfedezése
Az elemet először Hennig Brand alkimista állította elő 1669-ben úgy, hogy először napokig vizeletet rothasztott, főzéssel besűrítette, majd a lombikban maradt anyagot vörösizzásig hevítve ledesztillálta, és a keletkező gőzöket víz alatt kondenzáltatta. A keletkező viaszszerű anyag levegőre kerülve sötétben is világított, láng nélkül. A világító anyagot „hideg tűz”-nek nevezte el. A foszfor szó a görög φως (phos = fény) és φορος (phoros = hordozó) szóból származik. A foszfor egyedülálló az elemek között azzal, hogy először fedezték fel állati/emberi testnedvben, majd utána a növény- és az ásványvilágban, valamint az első elem, melynek ismerjük felfedezőjét.

## Allotropmódosulatai

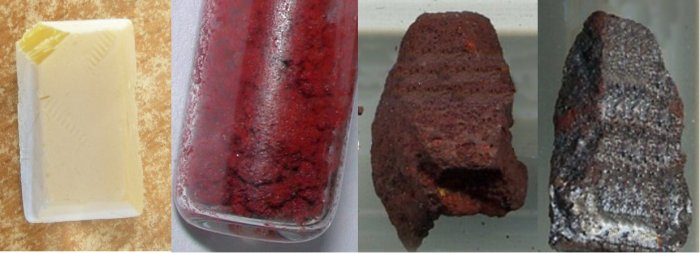
A foszfor módosulatai

- fehérfoszfor (sárgafoszfor): viasz keménységű, késsel vágható, erősen mérgező anyag, szobahőmérsékleten is hevesen oxidálódik, öngyúlékony. Víz alatt kell tartani, oxigéntől elzárva. Zsírokban, olajokban jól oldódik, ezért nem tanácsos szabad kézzel hozzányúlni, mivel a bőrön zsír található. Lenyelve már 0,05 g[3] is halálos belőle. Tetraéderes P4 molekulákból épül fel, amelyek köbös (α-foszfor) vagy hexagonális (β-foszfor) molekularácsot alkotnak. Át tud alakulni vörösfoszforrá.
- vörösfoszfor: sötétvörös színű amorf por, nem oldódik semmiben, így nem is mérgező. Levegőn eltartható, csak magasabb hőmérsékleten gyullad meg.
- feketefoszfor: sötétszürke, fémesen csillogó, a hőt és a villamosságot jól vezeti, több módosulata van (három kristályos és egy amorf). A foszfor termodinamikailag legstabilabb módosulata.

## Gyulladási hőmérsékletek
- fehérfoszfor 60 °C
- vörösfoszfor 350 °C
- feketefoszfor ismeretlen.

## Kémiai tulajdonságai
A három foszfor kémiailag azonos módon viselkedik. A foszfor égésekor foszfor-pentoxid keletkezik, amely kiváló vízmegkötő anyag, bőrre kerülve égési sebet okoz.
{\displaystyle \mathrm {4\ P+5\ O_{2}\rightarrow 2\ P_{2}O_{5}} }
A foszfor-pentoxid vízzel való reakciójának egyenlete:
{\displaystyle \mathrm {P_{2}O_{5}+3\ H_{2}O\rightarrow 2\ H_{3}PO_{4}} }
Ekkor foszforsav keletkezik. A foszforsav nem mérgező, üdítően savanyú ízű anyag, ezért ízesítésre használják (pl.: kóla). A foszforsav sói a foszfátok, savmaradékionja a foszfátion.

## Előfordulása
- A természetben a foszfor legnagyobb része apatitokban és amorf foszfátkőzet-telepeken található. Bár a kitermelés igen nagy (évi 151 millió tonna foszforkőzet,[4] ami 20 millió tonna tiszta foszfornak felel meg), a becslések szerint a jelenlegi felhasználás mellett a telepeken található foszfor több évszázadra elegendő.
- Az emberi szervezetben nagy mennyiségben található (700-800 g/felnőtt). Szükséges a csontok, fogak felépüléséhez, az idegrendszer működéséhez, a fehérje-, szénhidrát-, zsíranyagcseréhez, a fehérjeszintézishez és az enzimek működéséhez.

## Előállítása
A foszfort kalcium-foszfátból (Ca3(PO4)2) állítják elő. A kalcium-foszfátot kvarchomokkal és szénnel keverik össze, majd a levegőt kizárva hevítik.
{\displaystyle \mathrm {Ca_{3}(PO_{4})_{2}+3\ SiO_{2}\rightarrow 3\ CaSiO_{3}+P_{2}O_{5}} }
{\displaystyle \mathrm {2\ P_{2}O_{5}+10\ C\rightarrow P_{4}+10\ CO} }

## Felhasználása
A foszfor minden növény és állat számára létfontosságú. A legtöbb bányászott foszfort műtrágyázásra használják, mert a műveletlen termőföldben kis mennyiségben, oldhatatlan sók formájában van jelen, és ez a növények számára feldolgozhatatlan. Növényvédő szerekben is felhasználják.
Az élelmiszeripar nagyon sok foszfort használ fel, főleg savanyítóanyagként, foszforsav formájában.
Irinyi János a fehérfoszfort a mai biztonsági gyufa elődjéhez használta. A mai biztonsági gyufa dobozának dörzsfelületéhez már a jóval biztonságosabb vörösfoszfort alkalmazzák.
Ezen kívül mosószerekbe is kerülnek foszfátok.

## Vegyületei
A foszfor az antimon, bizmut és a nemesgázok kivételével minden elemmel képez biner (két különböző atomból álló) vegyületet. A bizmut, higany és ólom kivételével a többi fémmel közvetlenül is egyesül. Fémmel alkotott biner vegyületei a foszfidok, hidrogénnel alkotott binerje a foszfin (PH3).

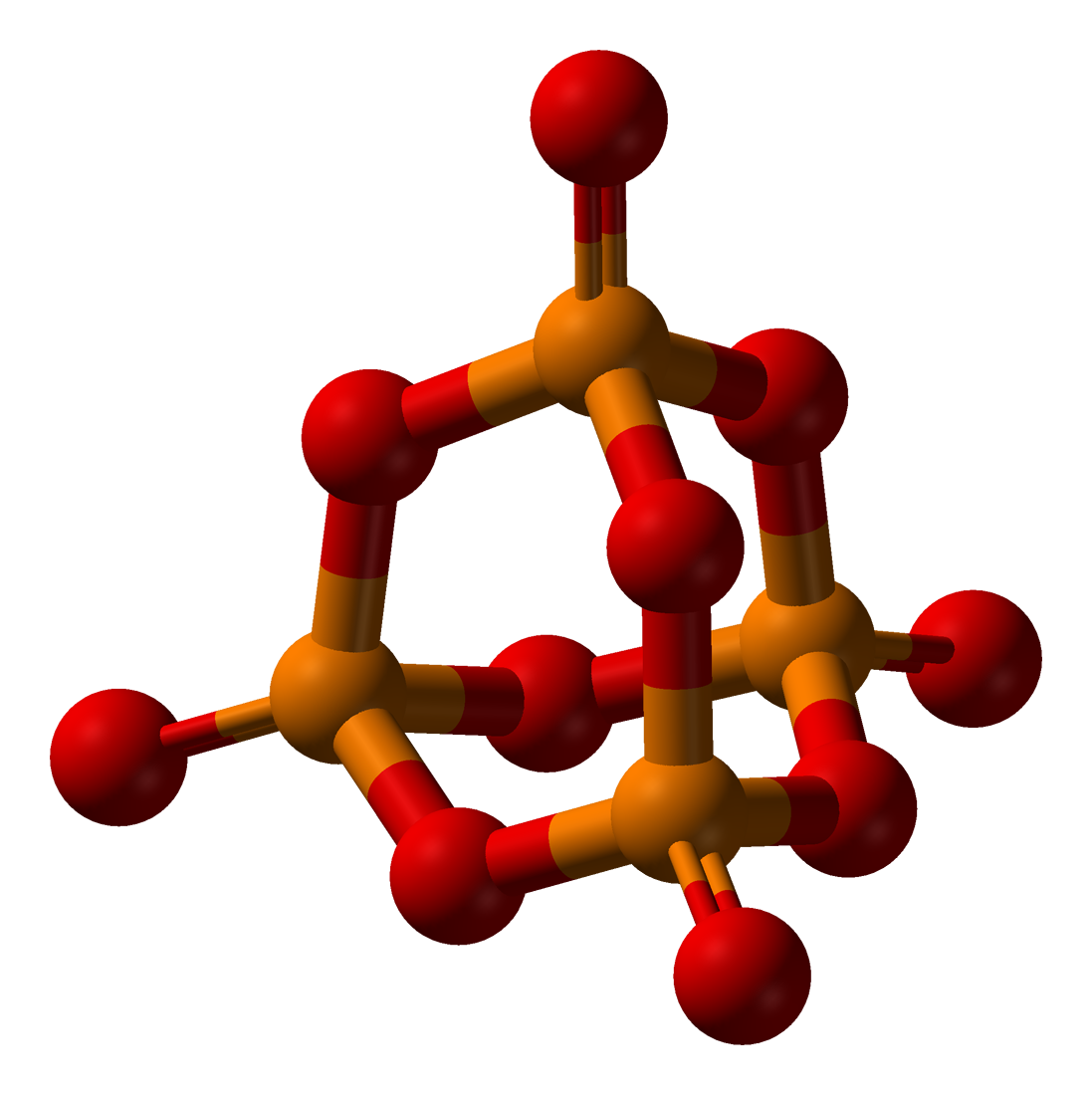
A tetrafoszfor-dekaoxid („foszfor-pentoxid”) molekulájának modellje

### Oxidok
A tetrafoszfor-dekaoxid, (melyet gyakran foszfor-pentoxidnak neveznek, bár P2O5 összegképletű vegyület nem létezik) az égetett foszfor:
{\displaystyle \mathrm {4\ P+5\ O_{2}\rightarrow P_{4}O_{10}} }
A tetrafoszfor-dekaoxid oldásával kapjuk a foszforsavat, amely nem mérgező, savanyú ízű anyag, üdítőket ízesítenek vele. E 338-as adalékanyag.
{\displaystyle {\frac {1}{2}}\ \mathrm {P_{4}O_{10}+3\ H_{2}O\rightarrow 2\ H_{3}PO_{4}} }
A foszfor másik fontos oxidja a tetrafoszfor-hexaoxid („foszfor-trioxid”, P4O6) a foszforossav anhidridje.
Keveset tudunk a foszfor-monoxidról (PO), mely a nitrogén-monoxid analógja, pedig a csillagközi gázfelhőkben ez a legelterjedtebb foszformolekula.
További foszfor-oxidok: P4O7, P4O8, P4O9. Ezek gyűrűje a tetrafoszfor-dekaoxidéval azonos, csak kevesebb oxigénatom kapcsolódik a gyűrűhöz.

### Oxosavak
A foszfornak számos oxosava ismert, ezek közül messze a legfontosabb az ortofoszforsav (H3PO4), a pirofoszforsav (difoszforsav; H4P2O7) és a trifoszforsav (H5P3O10).
A foszforsav különböző sóit és savanyú sóit az élelmiszer- és mosószeriparban, valamint fogkrémekben használják. Megtalálható a csontokban, fogakban kalcium-foszfát alakjában.
Az élőlények örökítőanyaga, a DNS nukleinsavak foszforsavval alkotott észtere. A foszforsav a „ragasztóanyag” szerepét játssza a hosszú nukleinsav-láncban.
A trifoszforsav adenozinnal alkotott észtere, az ATP a szervezet sejtjeinek energiahordozója. Energialeadáskor a difoszforsav adenozin-észterére, ADP-re bomlik le.

### Szulfidok
A foszfor a kénnel is sokféle vegyületet alkot. Ezek közül iparilag két fontos van:
- a tetrafoszfor-triszulfidot (P4S3) a „mindenen meggyulladó” gyufafejek gyártásában használják
- a tetrafoszfor-dekaszulfid (P4S10) sok P−S-kötést tartalmazó vegyület gyártásának kiinduló anyaga. A tetrafoszfor-dekaoxid analógja.

### Halogénvegyületek
A foszfor biner halogénvegyületeinek három típusa van:
- PX3
- P2X4
- PX5

ahol X = F, Cl, Br vagy I. Mind a 12 vegyület ismert, közülük gyakorlati szempontból legfontosabb a foszfor-triklorid (PCl3). További példák: foszfor-pentabromid, foszfor-pentaklorid, foszfor-trijodid. Ismertek vegyes foszfor-halogenidek is, melyekben kétféle halogénatom is van.

### Más vegyületek
A foszfornak oxigénnel vagy kénnel és halogénnel sokféle vegyülete ismert, pl. POCl3, POF2Cl, PSF3.
Az egyszeres P−N-kötést tartalmazó vegyületek a foszfazánok és ciklofoszfazánok, a P=N kettős kötést tartalmazók a foszfazének. Ezek molekulaszerkezetének sok részlete máig ismeretlen és intenzív kutatás tárgya.
A C−P-kötés tartalmazó foszfororganikus vegyületek száma és jelentősége óriási. Két példa: foszkarnet, perzinfotel.